# Macracanthorhynchus
Macracanthorhynchus, jedan od tri roda parazitskih crva iz porodice Oligacanthorhynchidae, red Oligacanthorhynchida, razred Archiacanthocephala. Obuhvaća tri vrste, to su.
- Macracanthorhynchus catulinus Kostylev, 1927.
- Macracanthorhynchus hirudinaceus (Pallas, 1781.),
- Macracanthorhynchus ingens (Linstow, 1879.)